# 오가사정
오가사정(小笠町)은 시즈오카현 오가사군에 설치되었던 정이다.
2005년 1월 17일, 오가사군 기쿠가와정과 합병해 기쿠가와시가 성립하였다.

## 지리
시즈오카 현의 엔슈 동부에 위치한다.

## 역사
- 1954년 - 히라타촌, 미나미야마촌 및 오가사촌이 합병해 오가사정이 탄생하였다.
- 2005년 1월 17일 - 기쿠가와정과 합병해 기쿠가와시가 성립하였다. 동일 오가사정은 폐지되었다. 합병후 인구는 4만 7000명이였다.

## 교통

### 철도
- 도카이 여객철도 도카이도 본선